# Mina Anwar
Mina Anwar (Blackburn, 1969. szeptember 20. –) pakisztáni származású brit színésznő.

## Tanulmányok
Anwar az Accrington and Rosendale College-ben szerzett színészi végzettséget 1988-ban, képzését a londoni Mountview Academy of Theatre Artsban folytatta.

## Színészkarrier
Leghíresebb szerepe Maggie Habib rendőr a brit Dilizsaruk c. szituációskomédia-sorozatban, amit a BBC One sugárzott 1995-től.

## További információ
- Mina Anwar a PORT.hu-n (magyarul)
- Mina Anwar az Internet Movie Database-ben (angolul)
- Mina Anwar a Rotten Tomatoeson (angolul)